# 考萊克鎮區 (阿肯色州傑克遜縣)
考萊克鎮區（英語：Cow Lake Township）是位於美國阿肯色州傑克遜縣的一個行政鎮區。

## 地方資料
考萊克鎮區的面積為150.97平方千米，當中陸地面積為150.37平方千米，而水域面積為0.06平方千米。根據2010年美國人口普查的數據，當地共有人口377人，而人口密度為每平方千米2.5人。